# Komputer czwartej generacji

Podstawowe komponenty komputera osobistego:
1) monitor
2) płyta główna
3) procesor (CPU)
4) pamięć operacyjna (RAM)
5) karta rozszerzenia
6) zasilacz
7) napęd optyczny (CD, DVD itp.)
8) dysk twardy (HDD)
9) mysz
10) klawiatura

Komputer czwartej generacji – komputer zbudowany na układach scalonych wielkiej skali integracji (LSI) lub następnych (VLSI, ULSI itd.), czyli bazujący na mikroprocesorze. Początkiem tej generacji było wprowadzenie w 1971 r. przez Intela pierwszego komercyjnego mikroprocesora Intel 4004, który wykonywał 60.000 operacji na sekundę i był montowany w kalkulatorach. Ten 4-bitowy procesor był podstawą dla kolejnych procesorów np. Intel 8086, który został zastosowany w pierwszym komputerze osobistym (PC), a jego następcy są używani masowo do dziś.